# صلیب روسی (مذهب)

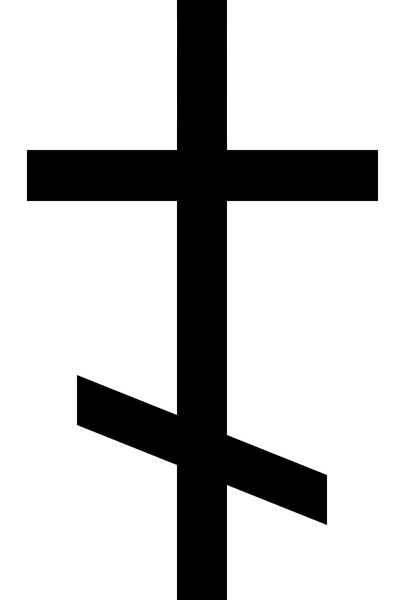
صلیب روسی

صلیب روسی گونه‌ای از صلیب مسیحی با دو تیر متقاطع است که تیر بالاتر افقی و بلندتر و پایین‌تر مورب است.
در شورای کلیسای مسکو در سال ۱۶۵۴، پاتریارک نیکون مسکو تصمیم به جایگزینی صلیب هشت پر ارتدوکس (☦) با صلیب شش‌پر روسی را ترویج کرد، اما این حرکت همراه با برخی تغییرات دیگر منجر به راسکول (شکاف) شد. کلیسای ارتدکس روسیه در سده نوزدهم از صلیب روسی بر روی نشان فرمانداری خرسون در امپراتوری روسیه استفاده می‌شد، جایی که آن را «صلیب روسی» نامیدند. در کلیسای ارتدکس روسیه، شیب میله متقاطع پایینی صلیب ارتدکس روسی به عنوان میله ترازو در نظر گرفته می‌شود که یک نقطه آن به عنوان نشانه دیسماس بالا رفته است. دزد مصلوب شده دیگر، که به عیسی مسیح کفر گفت، با نقطه پایین میله متقاطع که به سمت پایین کج شده است، نشان داده می‌شود.

## نگارخانه

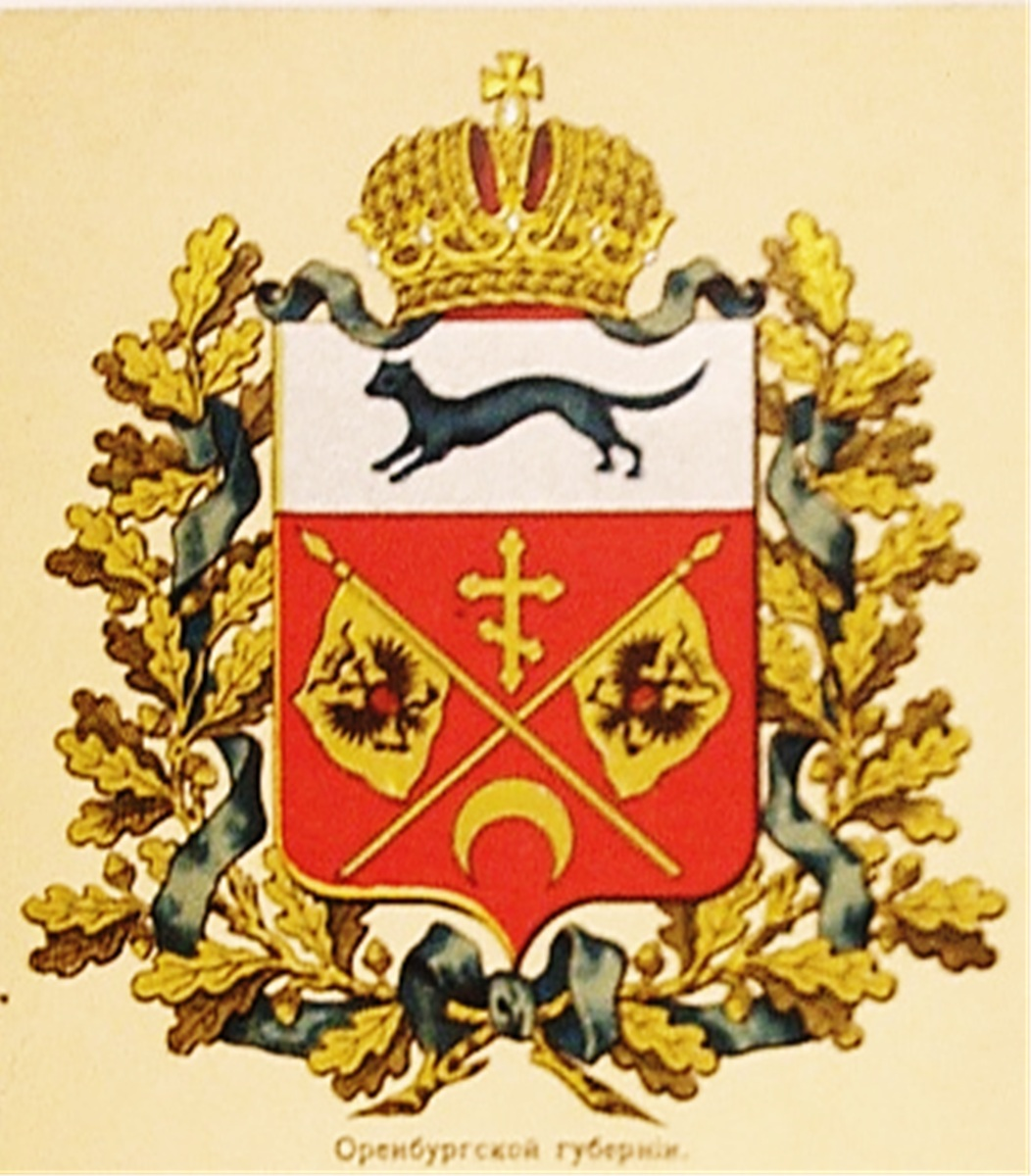
روی نشان فرمانداری اورنبورگ (۱۸۵۶)
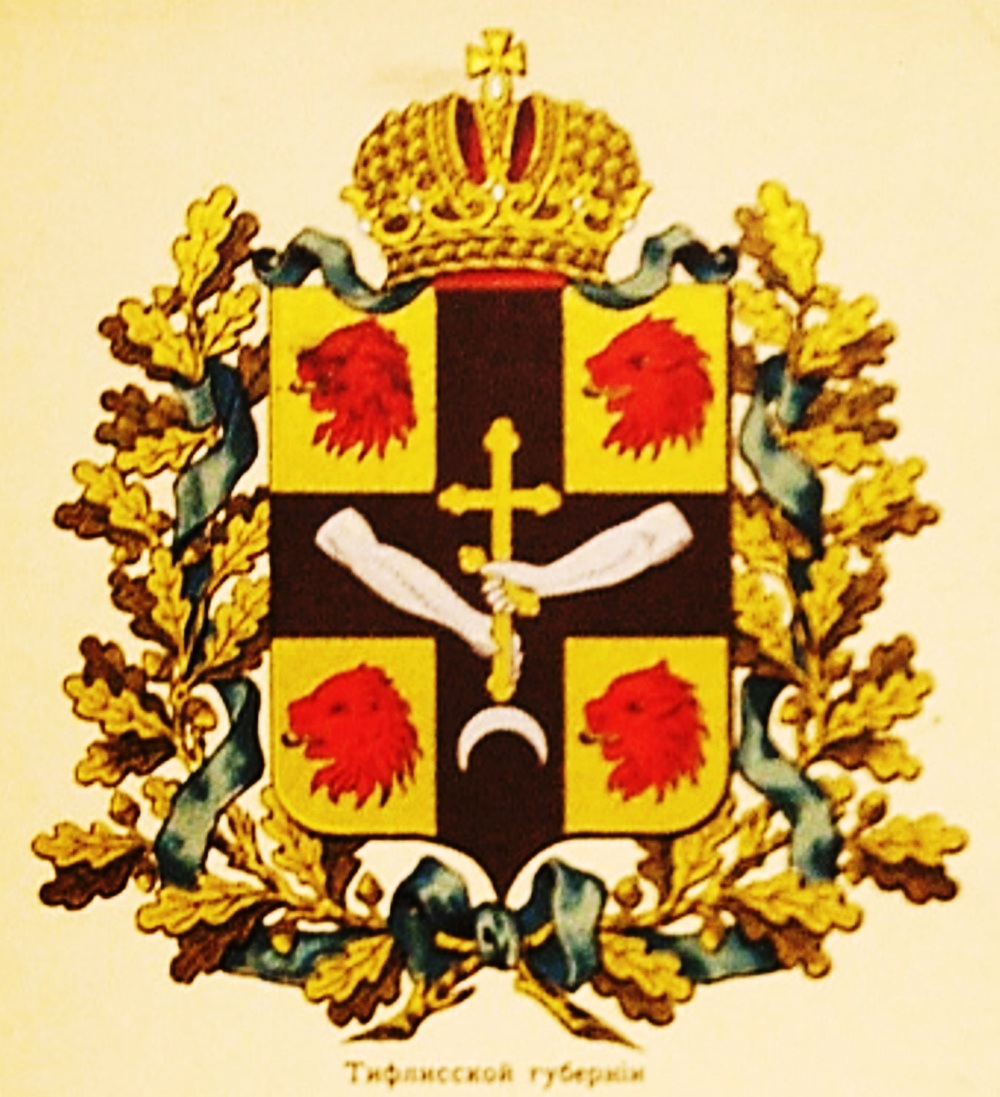
نشان فرمانداری تفلیس (۱۸۷۸، امپراتوری روسیه)
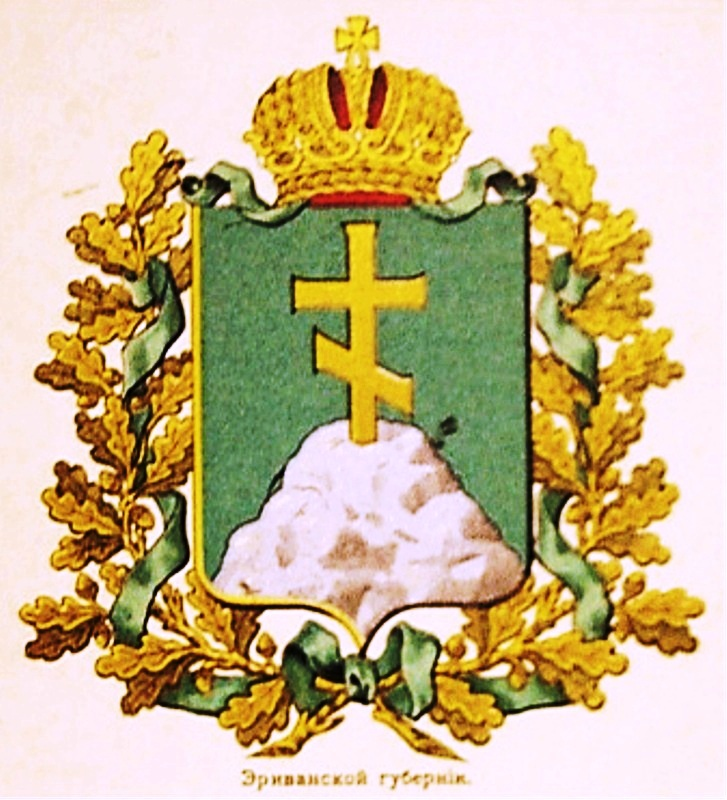
نشان فرمانداری اریوان (۱۸۷۸)
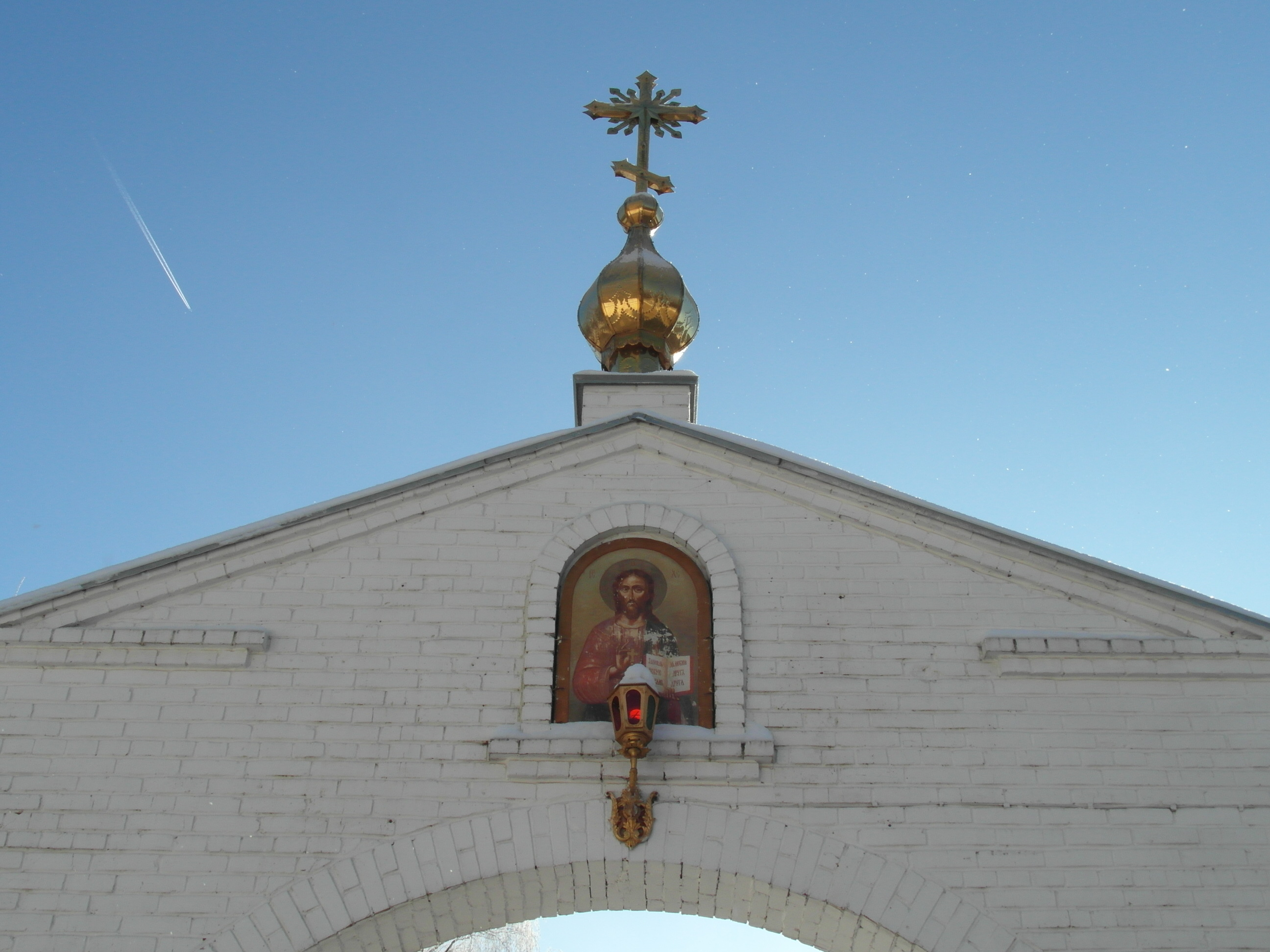
در ورودی صومعه درنووموسکوفسک روسیه (۲۰۱۴)
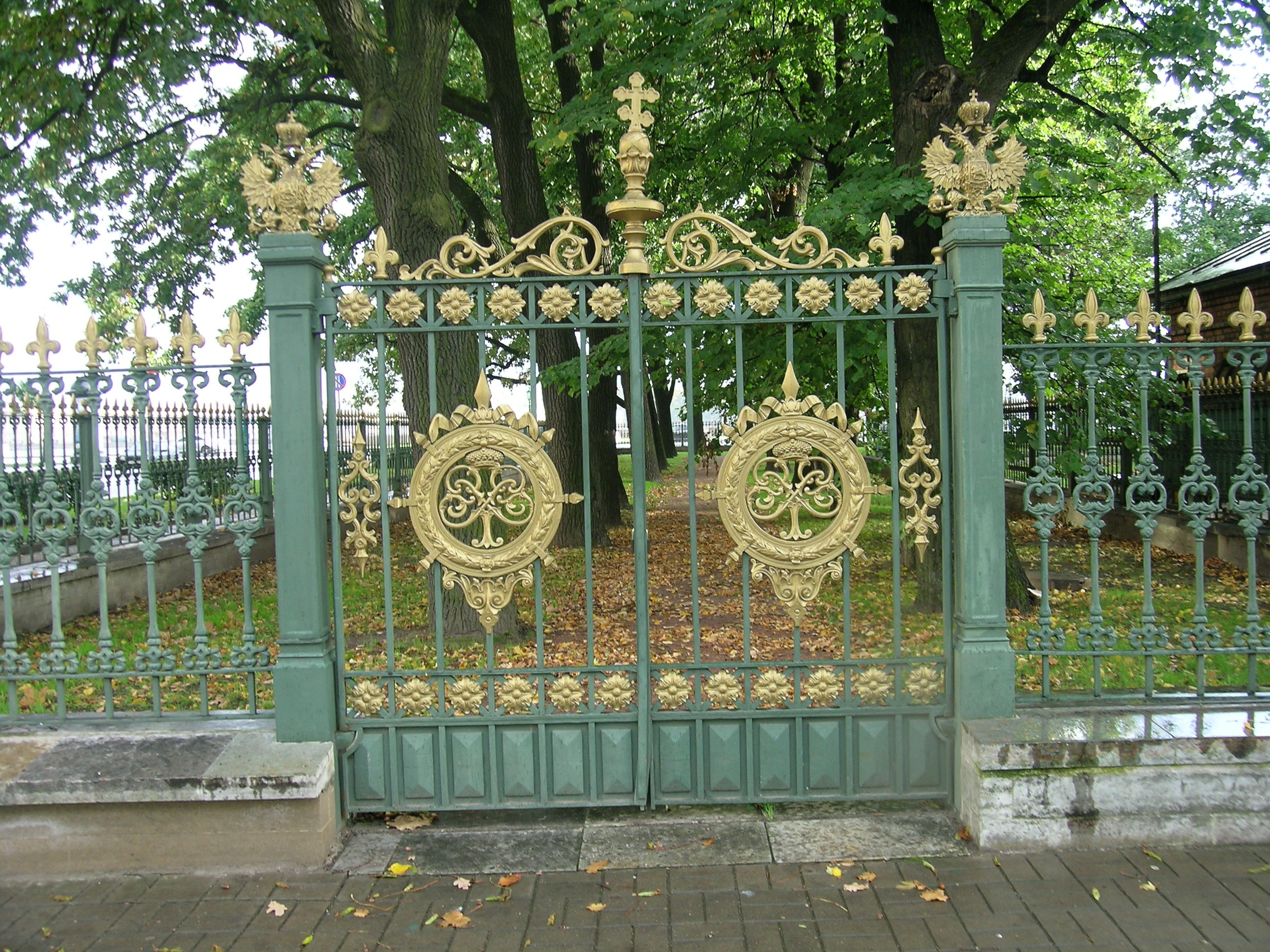
در سنت پترزبورگ (۲۰۱۰)
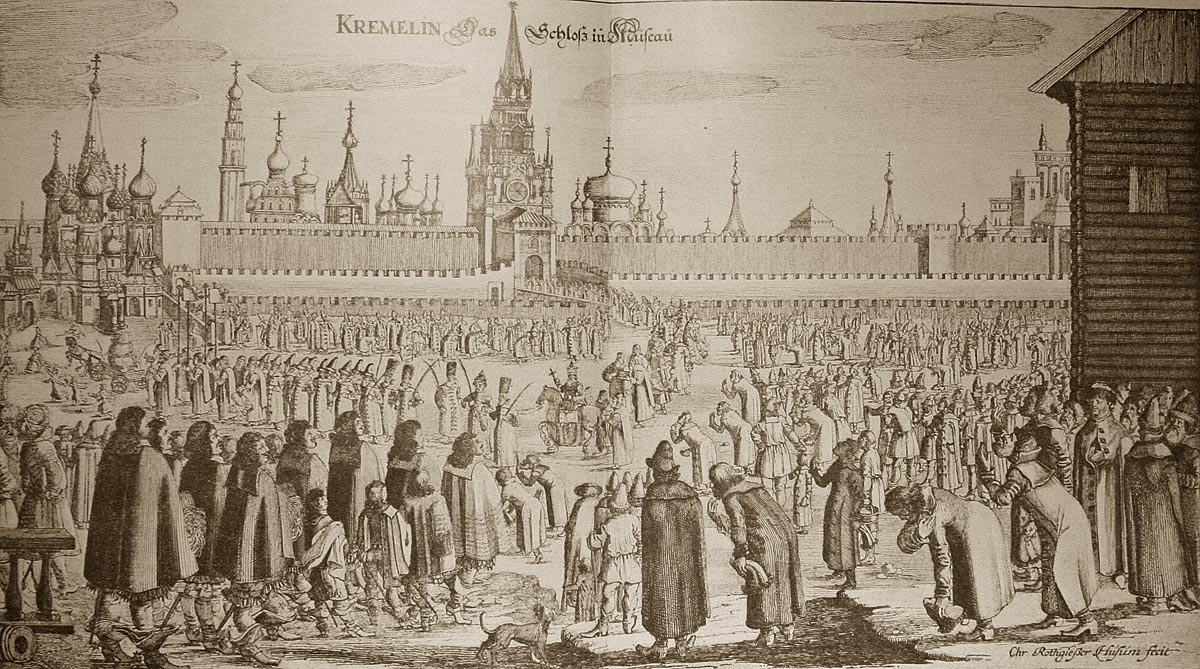
کرملین مسکو سده هفدهم اثر آدام اولئاریوس